# Галецкий, Александр Демьянович
Александр Демьянович Галецкий (1914—1945) — участник Великой Отечественной войны, командир дивизиона 233-го гвардейского артиллерийского полка 95-й гвардейской стрелковой дивизии 5-й гвардейской армии 1-го Украинского фронта, гвардии капитан. Герой Советского Союза.

## Биография
Родился 8 марта (21 марта по новому стилю) 1914 года в Одессе в семье рабочего.
С 1924 по 1930 год учился в одесской средней школе № 59, затем — в Одесском институте водного транспорта. Работал мастером механического цеха одесского судоремонтного завода с 1936 по 1941 год.
В Красной Армии с июня 1941 года. В действующей армии — с августа 1941. В 1942 году окончил ускоренный курс Днепропетровского военного артиллерийского училища, эвакуированного в Томск. Член ВКП(б)/КПСС с 1941 года.
В самом начале войны, будучи командиром артвзвода, был трижды ранен под Днепропетровском. После госпиталя он настойчиво добивался отправки на фронт и в 1942 году ушёл на передовую. Вскоре вновь был ранен.
Дивизион 233-го гвардейского артиллерийского полка под командованием гвардии капитана Александра Галецкого при прорыве сильно укреплённой обороны противника на сандомирском плацдарме на реке Висла (Польша) 12 января 1945 года уничтожил 7 дзотов, 38 пулемётных точек, много солдат и офицеров противника. В бою 14 января Галецкий выдвинул орудия на открытую огневую позицию и огнём прямой наводкой способствовал форсированию реки Нида передовыми подразделениями дивизии и их продвижению.
Погиб в бою на подступах к Берлину 16 апреля 1945 года.
Похоронен в Одессе, на 2-м Христианском кладбище.

## Награды
- Звание Героя Советского Союза присвоено 10 апреля 1945 года[3].
- Награждён орденами Ленина, Александра Невского, Отечественной войны 1 степени и Красной Звезды, а также медалями.

## Память
- На стене школы № 59 в Одессе (ул. Канатная, 89), где учился Галецкий, установлена мемориальная доска[4].
- В канун двадцатилетия Дня Победы — 8 мая 1965 года, на первом участке Одесского судоремонтного завода, недалеко от пирса, был открыт памятник воинам-судоремонтникам, павшим смертью храбрых на фронтах Великой Отечественной войны. Один из них — Александр Демьянович Галецкий[5].

Слова из характеристики А. Д. Галецкого, хранившейся в заводском музее:

«Галецкий Александр Демьянович работал мастером механического цеха с 1936 по 1941 год. В своей работе он много сил и времени уделял техническому обучению молодёжи. Он активно участвовал в жизни завода, успешно организовал на своём участке стахановское движение, помогал отстающим. В нашем заводском коллективе А. Д. Галецкий вступил в ряды ВКП(б) и был до конца предан делу партии Ленина».